# كاتي سبنسر
كاتي سبنسر هي لاعبة كرلنغ كندية، ولدت في 6 سبتمبر 1991 في وينيبيغ في كندا.